# Ryta Turavová
Ryta Turavová (* 28. prosince 1980 Vitebsk) je běloruská atletka, která se věnuje sportovní chůzi.

## Kariéra
Její hlavní disciplínou je chůze na 20 km. V roce 2004 skončila v olympijském závodě čtvrtá. V následující sezóně vybojovala v závodě na 20 kilometrů chůze stříbrnou medaili na světovém šampionátu v Helsinkách. Největším úspěchem pro ni byl titul mistryně světa v této disciplíně na mistrovství Evropy v roce 2006.

## Osobní rekordy
- 20 km chůze - 1:26:11 (2006)